# Kinga Michałowska
Kinga Michałowska – polska prawnik, dr hab. nauk prawnych, adiunkt Instytutu Prawa, Kolegium Ekonomii Finansów i Prawa Uniwersytetu Ekonomicznego w Krakowie.

## Życiorys
15 lipca 2004 obroniła pracę doktorską Charakter prawny i znaczenie zgody pacjenta na zabieg w prawie cywilnym, 28 listopada 2017 habilitowała się na podstawie pracy zatytułowanej Niemajątkowe wartości życia rodzinnego w polskim prawie cywilnym. Jest zatrudniona na stanowisku adiunkta w Instytucie Prawa, Kolegium Ekonomii Finansów i Prawa Uniwersytetu Ekonomicznego w Krakowie.